# Реформатська церква (Вишково)
Реформатська церква — пам'ятка архітектури місцевого значення у селищі міського типу Вишково Хустського району Закарпатської області. Риси середньовічної споруди збереженні до наших часів. Реформатська церква у Вишково була одним з перших храмів, які побудували на Закарпатті з використанням каменю.

## Історія

### Церква у 13—16 столітті
Перша письмова згадка про церкву і селище Вишково може бути датована 1281 роком, коли королем Ласло IV була затверджена одна із попередніх грамот. Згідно тексту документу поселення ставало власністю синів жупана Марцелла. Проте, деякі дослідники вважають, що згадка про цю церкву в документі є недостовірним фактом. На місці кам'яної пам'ятки спочатку розташовувалась дерев'яна церква. Архітектурні форми реформатської церкви дають можливість наблизитись до визначення століття, у якому була зведена будівля. Наявне поєднання багатьох елементів різних епох можна віднести до 1300-х років. У 1326 році архієпископ естерґомський Болесло затвердив права культової споруди. Є згадки про парафіяльного священика Дєрдя, який опікувався культовою спорудою у той час. Ним було надіслане прохання, після якого права церкви були затвердженні також монархом. Це виступає доказом того, що у Вишково в 14 столітті існувала церква, проте відсутні свідчення, що мова йде про одну й ту ж споруду. Деякі дослідники називають другу половину 13 століття періодом, коли була побудована церква. В 1329 році Вишково були подаровані додаткові права королем Карлом-Робертом. Згідно них, місто мало можливість самостійно обирати священика, який отримував десятину. Він також мав право складати заповіт.
Збережені записи в реєстрі папської десятини, які датовані 1333 роком. В них зазначалось про те, що піп Ґерґей з Вишкова сплатив 2 кошицькі марки. У 1335 році парафіяльний священик селища сплатив 48 грошів. У 1346 році ректором церкви був Дєрдь, який склав присягу перед еґерським єпископом. Є відомості щодо людей, які опікувались церквою у другій половині 14 століття — першій половині 15 століття. В 1373 році церковного священика звали Янош. Його ім'я відоме завдяки складанню угоди між ним, та ще однією людиною. До 1420-х років священиком у Вишково був Ласло Ассоньпатакі. Після нього, на посаду парафіяльного священика у Вишково претендував Янош Пелліфекс, який у той час займав посаду пресвітерія Егерської єпархії. Протягом 14-16 століття було здійснено декілька перебудов храму. У 1524 році костел та його парафіяни перейшов у лютеранство, а у 1556 році — у кальвінізм.

### Церква у 17-21 столітті
У 1657 році князь Дьордь II Ракоці організував та провів засідання Державних зборів Трансільванії. Усередині 17 століття при реформатській церкві була заснована школа, навчання на якій відбувалось на угорській мові. У 1675 році відбулось пошкодження церковної огорожі внаслідок повені. У 1717 році костел зазнав руйнувань через набіг кримських татар і в зруйнованому сталі споруда перебувала понад 30 років. У 1789 році відбулась її перебудова, внаслідок якої споруда набула рис бароко. У 1824 році при церкві почала діяти ще одна школа. У середині 19 століття протягом 35 років пастирем у реформатській церкві у Вишково був Ласло Гереші. Він вів записи, використовуючи які, можна отримати більше інформації про зображення, які містились на північній стіні культової споруди і були створені наприкінці 18 століття. Пастир Ласло Гереші створив записи з детальним описом, щоб зберегти дані про настінні розписи, так як у жовтні 1867 року почалась побілка церкви. Ці відомості містились у церковних протоколах. Вони були знайдені пастирем Лайошем Йозаном і опубліковані. У 1868 році нава церкви була розмальована Ференцем Шульцем. Збереглись дерев'яні розписні лавки, та внутрішні розписи, які були зроблені у 1789 та 1868 роках.
У 1860-х роках історик, етнограф та археолог Тиводар Легоцький займався дослідженням стану будівлі та її особливостей. До наших часів збереглись рисунки церкви, зроблені ним. У 1864 році креслення будівлі були зроблені археологом Флорішем Ромером і дослідником Ференцем Шульцем. У 1868 році була побудована башта, яка мала високий шпиль. У 1866 році Віктором Мишковскі були зроблені рисунки, які стосувались архітектурних особливостей церкви. Наприкінці 19 століття дослідженням розписів церкви цікавився Янош Вагнер. У 1874 році Флоріш Ромер у своїх записах зазначав, що під шаром вапна на стінах церкви містяться фрески. У 1880 році для церкви був виготовлений орган у Будапешті. Його створив майстер Шандор Орсаг у неоготичному стилі. Орган зберігся до нашого часу та був відреставрований. У цей період були виявлені давні церковні вироби, проте їх перебування зараз невідоме. На початку 20 століття відбулась чергова перебудова церкви. У 2005 році спеціалісти провели ремонтні роботи. В процесі їх виконання знайшлись двері в готичному стилі, які слугували входом до захристії. Штукатурка зі стін була збита. В одній стіні виявили табернакль для зберігання Євхаристії. В наш час настоятелем храму є о. Карл.

## Архітектура
Церква великих розмірів була побудована в південній частині села. В процесі мурування стін використовувалось гаряче вапно. Споруда однонавна. Вона оточена кам'яними мурами. Зміцнення будівлі відбулось за рахунок контрфорсів. Ними укріпились кути, якими завершується апсида та західні кутки нави. Для побудови церковних стін був використаний ламаний камінь. Для створення структурних елементів — тесаний камінь. Первинна споруда храму мала відношення до типу церковних будівель, які використовувались також як укріплення.
Апсида має видовжену форму, до наших днів будівля дійшла без верхнього карнизу. Більшість контрфорсів дводільні. Зверху вони не мають карнизів. Первинне перекриття споруди мало хрестоподібну форму. Нава побудована у формі прямокутника. Підтримується контрфорсами, завершення яких у верхній частині профільоване фризом. Неф від апсиди відділений стрілчатою аркою. В центрі північної стіни розташовується невеликий за розмірами портал. Його профіль має схожі риси з західним порталом. Складовою частиною є стрілчаста арка плоскої форми. Вікна-амбразури знаходяться на північному фасаді. Мають однакове оформлення. Висота їх розташування також однакова. Південний фасад нави також має вікна. Вікно, що розташовується по середині, має перекриття сегментарного характеру. П'ятистінна апсида вужча за наву. На її боках розташовані вікна, які були побудовані ще у часи середньовіччя. Профілем для обрамлення підвіконників слугують в окремих випадках напіввикружка та розкос. Вікно, яке розташовується по середині, має більшу ширину. На південній стіні апсиди знаходиться дводільне вікно, яке збережене у первинному вигляді. Для отворів характерне стрілчасте перекриття. Неф має плоске дерев'яне перекриття. Апсида дводільна. Під апсидою знаходиться крипта. Окремі елементи свідчать про те, споруда могла мати оборонний характер. Фронтон прикрашається баштою.
Колись у церковної будівлі була ризниця, вона розташовувалась поряд з північного боку апсиди. Навкруги церкви міститься цементний цоколь. Проте раніше був інший цоколь, виготовлений із каменю. Увінчувальний карниз розташовується зверху стіни нави. Для нього характерний складний профіль. Він може бути не первинним профілем, проте намагається його копіювати та бути приближеним до нього. Профіль капельників мав декілька складових частин: валик, тонкий розкос, піввикружки. Опори, які мають верхню частину, закінчувались фронтовим перекриттям. Прохід церкви виконаний зі стрілчастим перекриттям. Кам'яне обрамлення побілене. Профіль обрамлення складається з розкосу, викружки, форми краплі асиметричного характеру, пояска та інших складових. Стінні колони по сторонах порталу є більш сучасним доповненням, ніж уся інша конструкція. Відсутні докази зовнішнього обрамлення порталу. Було збережене одне вікно, яке завершується чотирилистником. Покриттям церкви служить скатний дах. Тип будівлі — базиліка.
Товщина стін нави була змінена. Існують сумніви щодо наявності склепіння в часи, коли церква була побудована. В наш час стеля нави має плоску форму, яка була створена у 1789 році. Асперсоріуми мають стрілчасте завершення. Тріумфальна арка містить стовпи, які закінчуються перекриттям стрілчастого характеру. По кутах абсиди знаходяться колони. Дві з чотирьох колон були побудовані у циліндричній формі. В їх оформленні видніються рослинні орнаменти та подвійні валики. Верхня частина містить зображення жолудів, дубових листів, виноградних грон. Дві інші колони абсиди зберігають сліди відрізку носиків, розташованих вертикально. У 1878 році на колонах апсиди проглядалась фарба різних кольорів. Зображення можуть існувати і в наш час, але під вапняним шаром. Спеціалісти, опираючись на археологічні дослідження, вважають, що нава, вікна, портали та апсида і колони були зведені в єдиний період. Їх форми нагадують архітектуру романського стилю. Одночасно з цим зустрічаються елементи, які можна віднести до виникнення в період династії Арпадовичів, є елементи готичної архітектури. Оборонна стіна храму збереглась, її довжина становить близько 140 метрів, товщина 1 метр, а висота 2-3 метри. Деякі архітектурні риси, що зустрічаються у північного порталу споруди, характерні для південних порталів реформатських церков, побудованих неподалік. Мова йде про реформатську церкву у Тячеві, споруду у Паладь-Комарівцях, у Хусті.